# Tammy Abraham
Kevin Oghenetega Tamaraebi Bakumo-Abraham (sinh 2 tháng 10 năm 1997) còn được biết với cái tên Tammy Abraham là một cầu thủ bóng đá chuyên nghiệp người Anh đang thi đấu ở vị trí tiền đạo cho câu lạc bộ Roma tại Serie A và đội tuyển bóng đá quốc gia Anh.
Tốt nghiệp lò đào tạo của Chelsea, Abraham có trận ra mắt đội 1 trong năm 2016, trước khi chuyển sang thi đấu một mùa giải cho câu lạc bộ Bristol City tại EFL Championship dưới dạng cầu thủ cho mượn. Tại đây Abraham đã giành được nhiều giải thưởng như Cầu thủ xuất sắc nhất mùa giải của câu lạc bộ, Cầu thủ trẻ xuất sắc nhất mùa giải và là một trong những cầu thủ ghi nhiều bàn thắng nhất, trở thành cầu thủ đầu tiên làm được việc này chỉ trong một mùa giải. Anh tiếp tục được cho mượn tại câu lạc bộ Swansea City nhưng đội bóng của anh đã phải xuống chơi tại EFL Championship. Anh tiếp tục thi đấu tại Aston Villa vào năm 2018 và trở thành cầu thủ đầu tiên sinh năm 1997 ghi 25 bàn thắng trong một mùa giải cho câu lạc bộ
Abraham còn đại diện cho đội tuyển trẻ của Anh góp mặt tại 2017 UEFA European Under-21 Championship được tổ chức tại Ba Lan với độ tuổi từ U-18 đến U-21. Anh đã ra mắt huấn luyện viên của mình vào tháng 11 năm 2017.

## Sự nghiệp câu lạc bộ

### Chelsea

#### 2004–16: Đội trẻ
Abraham gia nhập Chelsea ở cấp U8 và đi lên qua hệ thống học viện của câu lạc bộ. Anh là thành viên đội trẻ Chelsea ghi chiến tích liên tiếp ở cả UEFA Youth League và FA Youth Cup trong hai năm 2015 và 2016. Trong mùa giải UEFA Youth League 2015–16, Abraham ghi được 8 bàn sau 9 lần ra sân, trở thành cầu thủ ghi bàn nhiều thứ hai giải đấu, chỉ xếp sau Roberto. Abraham tiếp tục thể hiện phong độ cao tại FA Youth Cup, ghi bàn quyết định trong chiến thắng của Chelsea trước Manchester City ở trận chung kết diễn ra vào tháng 4. Trong hai mùa giải 2014-15 và 2015-16, Abraham ghi được 74 bàn thắng trong 98 trận đấu trên mọi đấu trường cấp độ trẻ của Chelsea.

#### Mùa giải 2015–16
Phong độ của anh ở cấp độ tuổi trẻ bắt sự chú ý của quản lý tạm thời Guus Hiddink đã mời anh tới tập với các đội cấp cao vào cuối trở lại của mùa giải 2015-16. Ngày 11 tháng 5 năm 2016, Hiddink đưa Abraham ra mắt Chelsea của mình trong một mùa giải Premier League gặp Liverpool, đưa anh vào sân thay Bertrand Traoré ở phút thứ 74. Abraham sau đó đã có bàn thắng đầu tiên của mình tại Stamford Bridge vào tuần sau trong trận hòa 1-1 với Tottenham Hotspur.

#### Mùa giải 2016–17: Cho mượn tại Bristol City
Vào ngày 5 tháng 8 năm 2016, Abraham đã ký hợp đồng với Bristol City theo dạng cho mượn từ Chelsea, không có mệnh đề thu hồi, và được giao đất trống thứ chín áo khi đến nơi. Anh xuất hiện lần đầu của mình cho câu lạc bộ ngày hôm sau, ra sân từ băng ghế dự bị thay cho Josh Brownhill để ghi bàn thắng đầu tiên của Bristol City để giành chiến thắng 2-1 trước Wigan Athletic, mặc dù mục tiêu sau đó đã được ghi có vào Hörður Magnusson thay thế.
Abraham bắt đầu vào trận đấu thứ hai của mình và ghi bàn thắng duy nhất của trận đấu trong chiến thắng 1-0 trước Wycombe Wanderers, giúp Bristol City tiến vào vòng thứ hai của League Cup. Tuần sau, vào ngày 13 tháng 8, Abraham đã ghi được cú đúp chuyên nghiệp đầu tiên của anh trong chiến thắng 2-1 trước mới được thăng chức Burton Albion, bao gồm cả những người chiến thắng ở phút cuối cùng. Vào tháng 9, Abraham ghi cú đúp thứ hai của mình với Sheffield Wednesday, mặc dù Bristol City cuối cùng thua 3-2. Anh ghi thêm hai bàn thắng trong tháng mà mọi người thấy Abraham được ghi tên vào giải thưởng Football League Championship Cầu thủ của tháng Chín. Anh cũng được trao giải Cầu thủ trẻ của EFL của giải thưởng tháng 9.

#### Mùa giải 2017–18: Cho mượn tại Swansea City
Vào ngày 4 tháng 7 năm 2017, Chelsea ra thông báo rằng Abraham đã ký hợp đồng năm năm mới với câu lạc bộ và sau ngày hôm đó, anh gia nhập câu lạc bộ Premier League, Swansea City theo dạng cho mượn. Anh ra mắt câu lạc bộ Swansea City vào ngày 12 tháng 8. Mười ngày sau, Abraham  đã ghi bàn thắng đầu tiên trong chiến thắng League Cup trước đội bóng League One Milton Keynes Dons.
Abraham đã ghi tám bàn sau 39 lần ra sân trên mọi đấu trường trong thời gian cho Swansea City mượn.

#### Mùa giải 2018–19: Cho mượn đến Aston Villa
Sau khi trở về từ Swansea City, tân huấn luyện viên của Chelsea, Maurizio Sarri nói rằng ông dự định sẽ giữ Abraham ở lại Chelsea và đưa anh vào đội hình dự bị trong trận thua Community Shield trước Manchester City. Tuy nhiên, vào ngày 31 tháng 8 năm 2018, anh lại được cho mượn một lần nữa, trở lại Giải vô địch để ký hợp đồng với Aston Villa trong phần còn lại của mùa giải.
Kết thúc mùa giải, Abraham đã ghi được 26 bàn thắng sau 40 lần ra sân, cao thứ 2 giải đấu sau Teemu Pukki của Norwich.

#### Mùa giải 2019–20
Trong trận Siêu cúp châu Âu 2019 với Liverpool vào ngày 14 tháng 8, Abraham đã ghi một bàn thắng từ pha đá phạt đền cho Chelsea trong hiệp phụ, sau đó Jorginho ghi bàn thắng gỡ hòa 2-2. Trận đấu sau đó đã đi đến loạt sút luân lưu; Abraham đã sút quả cuối cùng cho Chelsea nhưng không thắng được thủ môn Adrián, điều đó giúp Liverpool giành chiến thắng trong loạt đá luân lưu.

### Roma

#### Mùa giải 2021–22
Sau những mùa giải không được Chelsea trọng dụng, vào ngày 17 tháng 8 năm 2021, trang chủ Chelsea và AS Roma đồng loạt xác nhận phi vụ 40 triệu euro: Tammy Abraham đầu quân cho đại diện Serie A với bản hợp đồng có thời hạn đến tháng 6 năm 2026. Abraham có trận ra mắt Serie A vào ngày 22 tháng 8, anh có hai kiến tạo giúp Roma đánh bại Fiorentina với tỷ số 3–1. Vào ngày 29 tháng 8, anh ghi bàn thắng đầu tiên cho Roma trong chiến thắng 4–0 trước Salernitana.

## Sự nghiệp quốc tế
Trước khi khoác áo đội tuyển Anh vào tháng 10 năm 2019, Abraham đã đủ tư cách thi đấu cho Nigeria do thừa hưởng sự nghiệp của cha mình và đã được xác nhận bởi Liên đoàn bóng đá Nigeria. Bố của Abraham là bạn thân của chủ tịch Liên đoàn bóng đá Nigeria, Amaju Pinnick, và vào ngày 21 tháng 9 năm 2017, ông đã tuyên bố rằng Abraham đã chuyển sang thi đấu cho đội tuyển Nigeria. Abraham đã đưa ra tuyên bố cùng ngày là anh vẫn sẽ tiếp tục thi đấu cho đội tuyển Anh. Abraham đã được gọi lên đội tuyển Anh thi đấu lần đầu tiên vào tháng 11 năm 2017, anh đã nói rằng anh không có bất kỳ khả năng nào để anh thi đấu cho đội tuyển Nigeria.

## Đời tư
Abraham sinh tại quận Camberwell, một quận nằm ở phía nam của London. Anh có một người em trai, Timmy Abraham, cũng là một cầu thủ bóng đá và hiện đang chơi bóng cho học viện đào tạo trẻ của Fulham.
Vào tháng 1 năm 2017, Abraham đã gây ra vào một vụ tai nạn giao thông khi anh đang thi đấu cho Bristol City. Toà án đã triệu tập  anh vì anh đã lái xe mà không có bằng lái. Abraham may mắn khi không bị tuyên án tù. Anh đã thi đỗ bằng lái xe vào tháng 3 năm 2017, 2 tháng sau vụ tai nạn.

## Thống kê sự nghiệp

### Câu lạc bộ
Tính đến 10 tháng 3 năm 2022
| Câu lạc bộ          | Mùa giải            | Giải vô địch        | Giải vô địch | Giải vô địch | Cúp quốc gia | Cúp quốc gia | Cúp liên đoàn | Cúp liên đoàn | Châu lục | Châu lục | Khác | Khác | Tổng | Tổng |
| Câu lạc bộ          | Mùa giải            | Hạng đấu            | Trận         | Bàn          | Trận         | Bàn          | Trận          | Bàn           | Trận     | Bàn      | Trận | Bàn  | Trận | Bàn  |
| ------------------- | ------------------- | ------------------- | ------------ | ------------ | ------------ | ------------ | ------------- | ------------- | -------- | -------- | ---- | ---- | ---- | ---- |
| Chelsea             | 2015–16             | Premier League      | 2            | 0            | 0            | 0            | 0             | 0             | —        | —        | 0    | 0    | 2    | 0    |
| Chelsea             | 2018–19             | Premier League      | 0            | 0            | 0            | 0            | 0             | 0             | 0        | 0        | 1    | 0    | 1    | 0    |
| Chelsea             | 2019–20             | Premier League      | 34           | 15           | 3            | 0            | 1             | 0             | 8        | 3        | 1    | 0    | 47   | 18   |
| Chelsea             | 2020–21             | Premier League      | 22           | 6            | 3            | 4            | 2             | 1             | 5        | 1        | —    | —    | 32   | 12   |
| Chelsea             | Tổng cộng           | Tổng cộng           | 43           | 17           | 3            | 0            | 3             | 1             | 11       | 4        | 2    | 0    | 62   | 22   |
| Bristol City (mượn) | 2016–17             | Championship        | 41           | 23           | 3            | 0            | 4             | 3             | —        | —        | —    | —    | 48   | 26   |
| Swansea City (mượn) | 2017–18             | Premier League      | 31           | 5            | 5            | 2            | 3             | 1             | —        | —        | —    | —    | 39   | 8    |
| Aston Villa (mượn)  | 2018–19             | Championship        | 37           | 25           | 0            | 0            | —             | —             | —        | —        | 3    | 1    | 40   | 26   |
| Roma                | 2021–22             | Serie A             | 27           | 13           | 2            | 1            | —             | —             | 8        | 6        | —    | —    | 37   | 20   |
| Tổng cộng sự nghiệp | Tổng cộng sự nghiệp | Tổng cộng sự nghiệp | 194          | 87           | 16           | 7            | 10            | 5             | 21       | 10       | 5    | 1    | 246  | 110  |

1. ↑  Ra sân tại FA Community Shield
2. 1 2  Ra sân tại UEFA Champions League
3. ↑  Ra sân tại UEFA Super Cup
4. ↑  Ra sân tại Championship play-offs
5. ↑  Ra sân tại UEFA Europa Conference League

### Quốc tế
Tính đến ngày 26 tháng 9 năm 2022
| Đội tuyển quốc gia | Năm       | Trận | Bàn |
| ------------------ | --------- | ---- | --- |
| Anh                | 2017      | 2    | 0   |
| Anh                | 2019      | 2    | 1   |
| Anh                | 2020      | 2    | 0   |
| Anh                | 2021      | 4    | 2   |
| Anh                | 2022      | 2    | 0   |
| Tổng cộng          | Tổng cộng | 11   | 3   |

### Bàn thắng quốc tế
Tính đến ngày 15 tháng 11 năm 2021
Điểm số của đội tuyển Anh được liệt kê đầu tiên, cột điểm số cho biết điểm số sau mỗi bàn thắng của Abraham.
| STT | Ngày                 | Địa điểm                                         | Đối thủ    | Bàn thắng | Kết quả | Giải đấu                      |
| --- | -------------------- | ------------------------------------------------ | ---------- | --------- | ------- | ----------------------------- |
| 1   | 14 tháng 11 năm 2019 | Sân vận động Wembley, London, Anh                | Montenegro | 3–0       | 7–0     | Vòng loại UEFA Euro 2020      |
| 2   | 9 tháng 10 năm 2021  | Sân vận động Quốc gia, Andorra la Vella, Andorra | Andorra    | 3–0       | 5–0     | Vòng loại FIFA World Cup 2022 |
| 3   | 15 tháng 11 năm 2021 | Sân vận động San Marino, Serravalle, San Marino  | San Marino | 9–0       | 10–0    | Vòng loại FIFA World Cup 2022 |

## Danh hiệu

### Câu lạc bộ

#### Aston Villa
- EFL Championship play-offs: 2019[15]

#### Đội dự bị Chelsea
- FA Youth Cup: 2014–15, 2015–16
- UEFA Youth League: 2014–15, 2015–16

#### Chelsea
- FA Cup: Á quân 2019–20[16]
- UEFA Champions League: 2020–21
- UEFA Super Cup: 2021
- FIFA Club World Cup: 2021

#### AS Roma
- UEFA Europa Conference League: 2021–22

### Quốc tế

#### U-21 Anh
- Toulon Tournament: 2018[17]

### Cá nhân
- PFA Fans' Championship Cầu thủ xuất sắc nhất tháng 8 và tháng 9 năm 2016[18]
- Championship Player of the Month: November 2018[19]
- Bristol City Player of the Season: 2016–17[20]
- Cầu thủ trẻ (Bristol City) của năm: 2016–17[20]
- Bristol City top scorer: 2016–17[20]
- PFA Team of the Year: 2018–19 Championship[21]
- Cầu thủ London của năm: 2019–20 Premier League[22]
- Cầu thủ London trẻ của năm 2020[22]